# Vauban-Kaserne
Die Vauban-Kaserne (französisch: Quartier Vauban) in Freiburg im Breisgau in Baden-Württemberg war die längste Zeit ihrer militärischen Verwendung ein Standort der französischen Streitkräfte in Deutschland (FFA).
Ursprünglich war sie im Jahr 1937 für die  deutsche Wehrmacht unter dem Namen Schlageter-Kaserne errichtet worden. 1945 – nach dem Zweiten Weltkrieg und zu Beginn der französischen Besatzungszeit in Südwestdeutschland – wurde sie nach dem Festungsbaumeister Sébastien Le Prestre de Vauban umbenannt.
Auf der heute zivil genutzten Liegenschaft der vormaligen Kaserne befinden sich seit dem 1992 erfolgten Abzug des französischen Militärkontingents große Teile des Stadtteils Vauban.

## Geschichte

### Deutsche Schlageter-Kaserne (1937–1945)
Der Bau der Kaserne wurde in der Folge der Remilitarisierung des Rheinlandes durch die Nationalsozialisten 1937 im Zuge der Kriegsvorbereitung im Vorfeld des Zweiten Weltkriegs begonnen. Zuvor war das Gelände Bestandteil der bis 1936 aufgrund des Friedensvertrags von Versailles zur Sicherheit Frankreichs eingerichteten entmilitarisierten Zone. Während der Zeit ihrer Nutzung durch die Wehrmacht war die Kaserne unter der NS-Diktatur nach Albert Leo Schlageter benannt, einer Märtyrerfigur des „Dritten Reiches“.
Das Gelände von 17 Hektar Größe gehörte zu St. Georgen. Die Gemeinde wurde 1937 vor die Wahl gestellt, entweder die Erschließungskosten in Höhe von 600.000 Reichsmark aufzubringen oder sich eingemeinden zu lassen. 1938 wurde das Gelände von der Stadt Freiburg unter dem nationalsozialistischen Bürgermeister Franz Kerber zwangsweise eingemeindet. Am Schönberg wurde ein Truppenübungsplatz eingerichtet, das heutige Naturschutzgebiet Berghauser Matten. Dazu wurden innerhalb von elf Monaten über 200 Kaufverträge geschlossen, um das Land von Privatleuten zu erwerben.
Die Kaserne wurde durch das im Oktober 1936 aufgestellte Infanterieregiment 75 belegt und blieb im Zweiten Weltkrieg unzerstört.

### Französische Vauban-Kaserne (1945–1992)
Mit der Einnahme Freiburgs durch Truppen der West-Alliierten am 21. April 1945 übernahmen die französischen Militärbehörden das Kasernengelände und benannten es nach dem Festungsbaumeister Sébastien Le Prestre, Marquis de Vauban um. Vauban hatte unter Ludwig XIV. das bereits in der zweiten Hälfte des 17. Jahrhunderts französisch besetzte Freiburg umgestaltet, indem er die Stadt zu einer Festungsstadt umbauen ließ.
Nach Ende des Zweiten Weltkriegs beherbergte die Kaserne als Sammelstelle vormalige polnische und sowjetische Zwangsarbeiter aus verschiedenen Lagern und Betrieben des Deutschen Reiches, um deren geordnete Heimkehr zu organisieren. Bis Herbst 1945 wurden sie in ihre Heimatländer entlassen. Daraufhin belegten die Franzosen das Gelände mit Truppeneinheiten der „Forces françaises en Allemagne“ (FFA). Sie erweiterten es auf insgesamt 38 Hektar. Es gab eine Meldestelle für die Fremdenlegion.

### Zivile Stadtteilnutzung (seit 1992)
Am 15. August 1992 zog das französische Kontingent in der Folge der deutschen Wiedervereinigung aufgrund der Bestimmungen des Zwei-plus-Vier-Vertrages aus Freiburg ab. Auf dem Gelände entstand der Stadtteil Vauban, wobei letztlich zwölf Gebäude der Kasernenanlage renoviert und umgebaut wurden. Ein Projekt zum Erhalt und Umbau weiterer drei Kasernengebäude scheiterte. Diese drei und alle übrigen Gebäude wurden abgerissen. Die zwölf umgebauten Gebäude werden heute noch genutzt, davon vier vom Wohnprojekt SUSI, weitere sechs vom Studentenwerk.
Die heutigen Namensgeber der Straßen der Kaserne und ihrer Umgebung, bspw. Heinrich Mann, Walter Gropius, Kurt Tucholsky, Georg Elser, Lise Meitner, Marie Curie oder die Freiburger Friedensaktivistin Adinda Flemmich bilden mit ihrem Verhältnis zum Nationalsozialismus einen starken Kontrast zur ehemaligen Benennung nach Schlageter.